# Sünje
Sünje ist ein weiblicher Vorname.

## Herkunft und Bedeutung
Sünje kommt aus dem Friesischen bzw. Niederdeutschen. Sün bedeutet Sonne und je kennzeichnet die Verkleinerungsform. Der Name bedeutet also so viel wie kleine Sonne.

## Namensträger
- Sünje Lewejohann (* 1972), deutsche Schriftstellerin
- Sünje Pohlmeier, deutsche Jugendbuchautorin

## Varianten
Weitere Varianten des Namens sind Suntje, Sünnje, Süntje, Sünja, Sinje, Sinja, Sintje, Synje, Synja, Synke und Sontje.